# Playa de Barra
La playa de Barra es una playa dunar situada al final de la península del Morrazo en la ría de Vigo al abrigo del cabo de punta Subrido. Pertenece al municipio pontevedrés de Cangas de Morrazo en Galicia, España. 
Forma parte del espacio protegido, y perteneciente a la Red Natura 2000, de Cabo Home y la Costa da Vela y es vecina del parque natural de parque nacional de las Islas Atlánticas.

## Descripción
Bajo la aldea de Donón, rodeada de plantaciones de pinos y dunas, la Playa de Barra se extiende formando un excelente arenal blanco, por la parte oeste se cierra con la ladera punta Subrido y por el este con un pequeño promontorio rocoso que la separa de la  vecina y más urbanizada, playa de Viñó, formando un  arenal continuo que se abre a una pequeña ensenada a la que da nombres y que sirve de fondeadero para numerosas naves de recreo. Tras ella, hacia el norte, se extienden un arenal repoblado de pinos, que se cierra con una larga duna en su extremo oeste. Al sur, las aguas de la ría de Vigo cerrada en su bocana por las Islas Cies con las que mantiene similitudes.
El arenal de Barra tiene una longitud de 750 metros con una anchura media de 30 metros. Es ventosa, con oleaje moderado y aguas frías. La ocupación es media-alta y tiene permitido el nudismo. La arena es blanca y fina, con restos de caparazones de crustáceos, es una playa baja y llana apropiada para pasear y muy variable con las mareas.
La ensenada de Barra se conforma entre  punta Creixiña y punta Corveiro dos Castros y punta Subrido o Fuxiño, que forman parte de la pequeña península de Cabo Home que cierra la ría de Vigo por su lado norte. Componen la ensenada las playas de Barra, Viñó, Nerga y la pequeña cala de A Nova.

## Accesos
Se accede a la playa desde la carretera PE-1006 que une Cangas del Morrazo con la aldea de Odón, desviándose por la Rúa de Baixada a Viñó hasta una zona de aparcamiento al borde mismo del cinturón dunar protegido y desde allí  a pie hasta la playa. Hay bastantes senderos y caminos que atraviesan el pinar plantado sobre las dunas en los años 50 del siglo XX.